# Apeadeiro de Barreiro-A

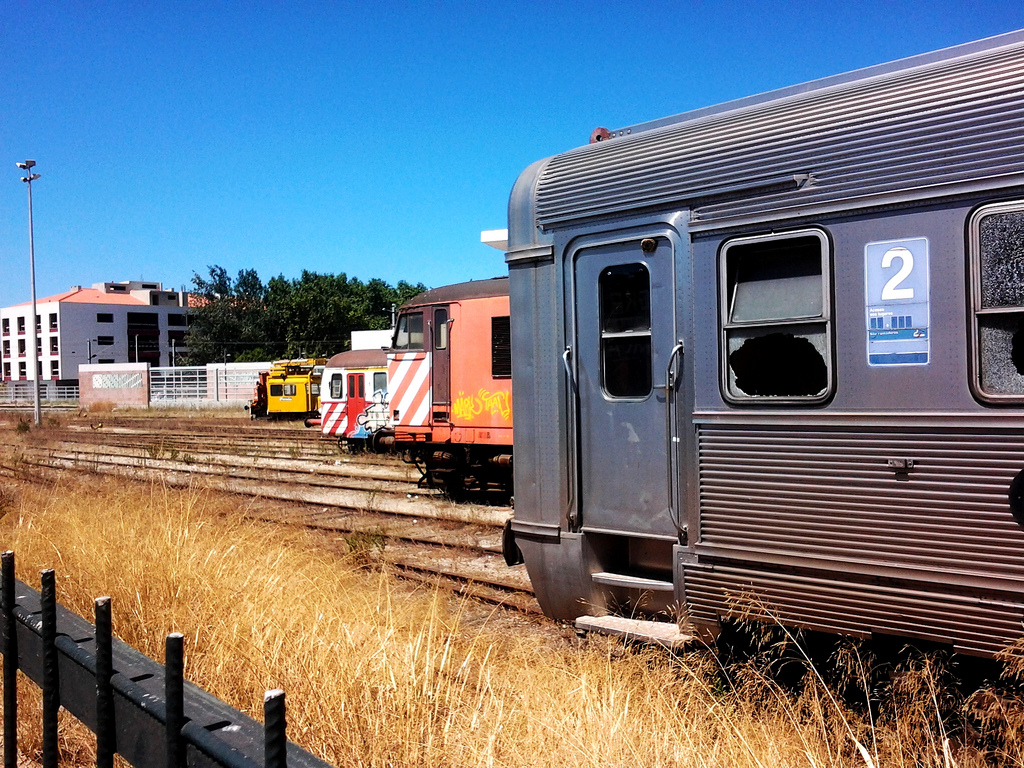
Vista do apeadeiro para os terrenos anexos, em 2011: Barreiro-A situa-se numa zona de densa implantação ferroviária

O Apeadeiro de Barreiro-A é uma infra-estrutura da Linha do Alentejo, que serve a localidade do Barreiro, no Distrito de Setúbal, em Portugal. 

## Descrição

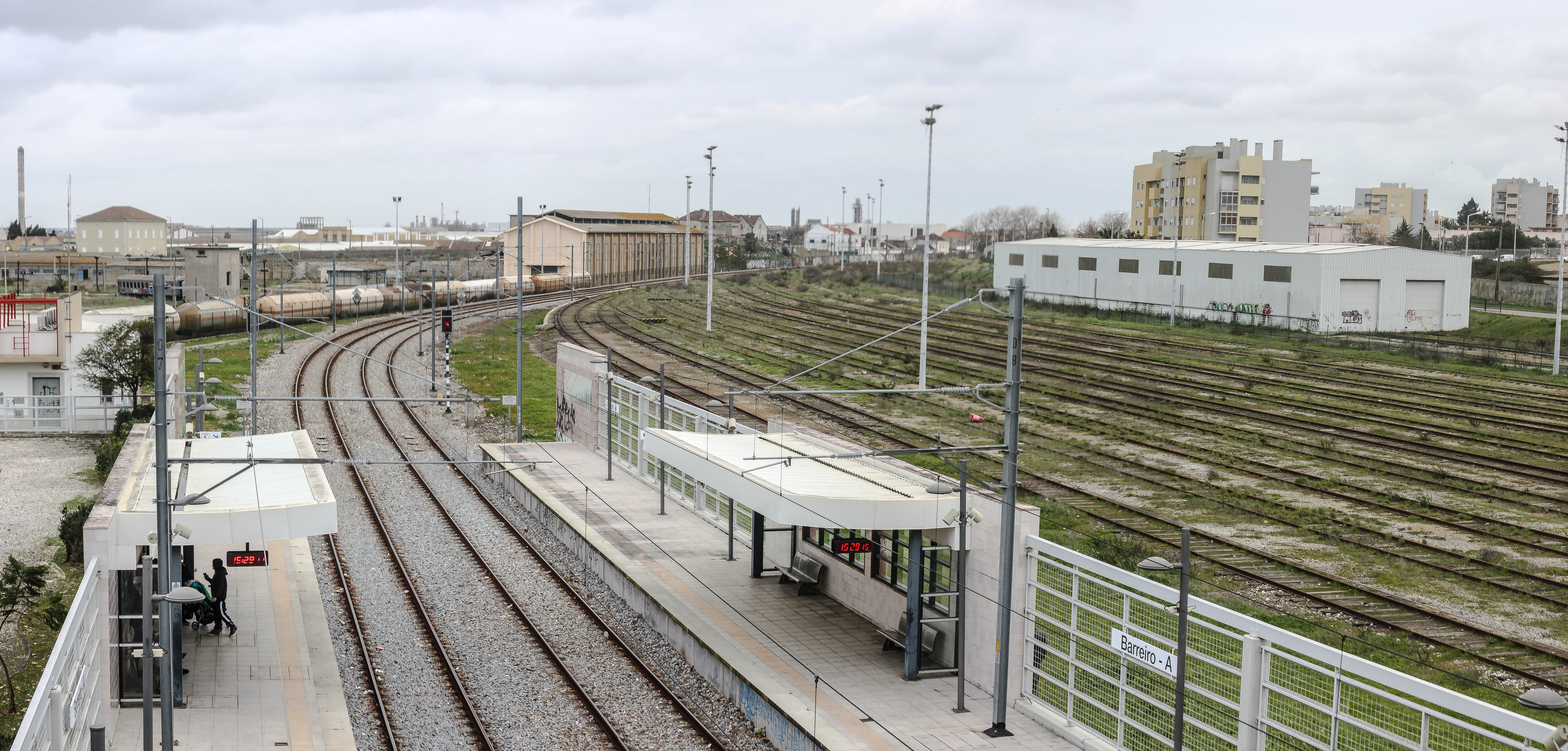
Plataformas e aspeto da envolvente

### Serviços
Esta estação é utilizada por serviços urbanos da Linha do Sado, assegurados pela operadora Comboios de Portugal.

### Localização e acessos
Esta interface situa-se na cidade do Barreiro, junto à Rua da Estação do Barreiro-A.

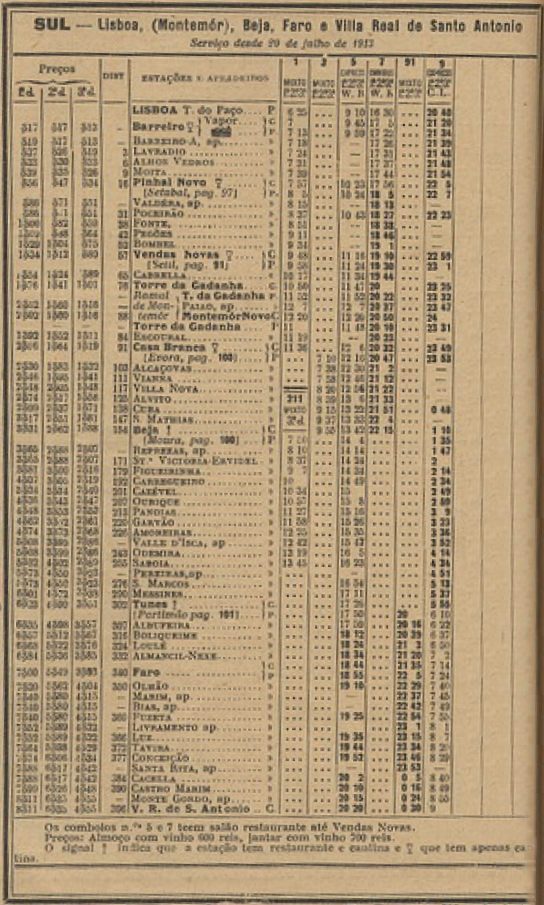
Horários do Barreiro a V. R. S. António em 1913, incluindo o apeadeiro de Barreiro-A.

## História
Esta interface situa-se no troço entre o Barreiro e Bombel, que foi aberto à exploração a 15 de Junho de 1857.
Em 1935, estava prevista a demolição do Apeadeiro do Barreiro-A, devido à alteração da linha principal para uma via dupla nas traseiras da casa redonda, no âmbito de um grande programa de remodelação do complexo ferroviário do Barreiro, por parte da Companhia dos Caminhos de Ferro Portugueses. Nesta época, o apeadeiro do Barreiro-A era composto apenas por um barracão em más condições, anexo à casa do guarda da passagem de nível da Rua Miguel Bombarda. Em 21 de Julho desse ano, já tinha sido demolido o antigo apeadeiro, e já estava a funcionar a nova estação do Barreiro-A, instalada num edifício próprio, com duas gares.
Em 1940, a Companhia dos Caminhos de Ferro Portugueses instalou nova sinalização no lanço entre Lavradio e Barreiro-A. Em 1 de Julho de 1941, a Gazeta dos Caminhos de Ferro noticiou que a Companhia dos Caminhos de Ferro Portugueses tinha alterado os horários em 20 de Junho desse ano, tendo as ligações para o Ramal de Cacilhas (futuro Ramal do Seixal passado a ser feitas apenas em Barreiro-A.
Em 1992, este apeadeiro era servido por comboios urbanos entre o Barreiro e Praias do Sado.

Os antigos edifícios da estação foram demolidos em Maio de 2008, na sequência de obras de remodelação.
 Em 18 de Janeiro de 2025, uma pessoa morreu após ter sido atropelada por um comboio junto ao apeadeiro de Barreiro-A, levando à interrupção temporária da circulação no lanço até à estação principal do Barreiro.